# Pseuduvarus secundus
Pseuduvarus secundus är en skalbaggsart som beskrevs av Bilardo och Rocchi 2002. Pseuduvarus secundus ingår i släktet Pseuduvarus och familjen dykare. Inga underarter finns listade i Catalogue of Life.